# Niels Schneider
Niels Schneider (ur. 18 czerwca 1987 w Paryżu) – francuski aktor filmowy i telewizyjny.

## Życiorys
Urodził się w rodzinie aktorskiej jako syn Isabelle Schneider i Jeana-Paula Schneidera. Miał czterech braci - Vadima (ur. 10 marca 1986, zm. 8 września 2003), Aliochę (ur. 21 września 1993), Volodię i Vassilia (ur. 1999). Miał po raz pierwszy kontakt z teatrem towarzysząc ojcu przy okazji jego reżyserii. W 1996 przybył do prowincja Kanady - Quebec, gdzie zdobywał pierwsze doświadczenia w dubbingu. Zagrał kilka ról w teatrze, zanim zadebiutował w roli Sashy w dramacie Tout est parfait (2008). Rola Nicolasa w melodramacie Xaviera Dolana Wyśnione miłości (Les amours imaginaires, 2010) przyniosła mu trofeum Choparda na 63. Festiwalu Filmowym w Cannes. Za rolę Piera Ulmanna w dramacie kryminalnym Czarny diament (Diamant noir , 2016) otrzymał Césara jako najbardziej obiecujący aktor.

## Wybrana filmografia

### Filmy
- 2007: Smak nicości (Le goût du néant) jako Ami de Julien
- 2008: Wszystko jest idealne (Tout est parfait) jako Sasha
- 2009: Zabiłem moją matkę (J'ai tue ma mere) jako Éric
- 2009: Do biegu gotowi, impreza! (À vos marques... Party! 2) jako Brat Anny
- 2010: Wyśnione miłości (Les Amours imaginaires) jako Nicolas
- 2010: Fatal jako adwokat w samochodzie

### Seriale TV
- 2010: Virginie jako Cédérick
- 2013: Powrót Odysa (Odysseus) jako Telemach